# Luisiana
Luisiana là một đô thị hạng 5 ở tỉnh Laguna, Philippines. Theo điều tra dân số năm 2007, đô thị này có dân số 19.255 người trong 4.556 hộ.

## Các đơn vị hành chính
Luisiana được chia ra 23 barangay.
| - De La Paz - Barangay Zone I - Barangay Zone II - Barangay Zone III - Barangay Zone IV - Barangay Zone V - Barangay Zone VI - Barangay Zone VII - Barangay Zone VIII - San Antonio - San Buenaventura - San Diego | - San Isidro - San Jose - San Juan - San Luis - San Pablo - San Pedro - San Rafael - San Roque - San Salvador - Santo Domingo - Santo Tomas |